# Trodos

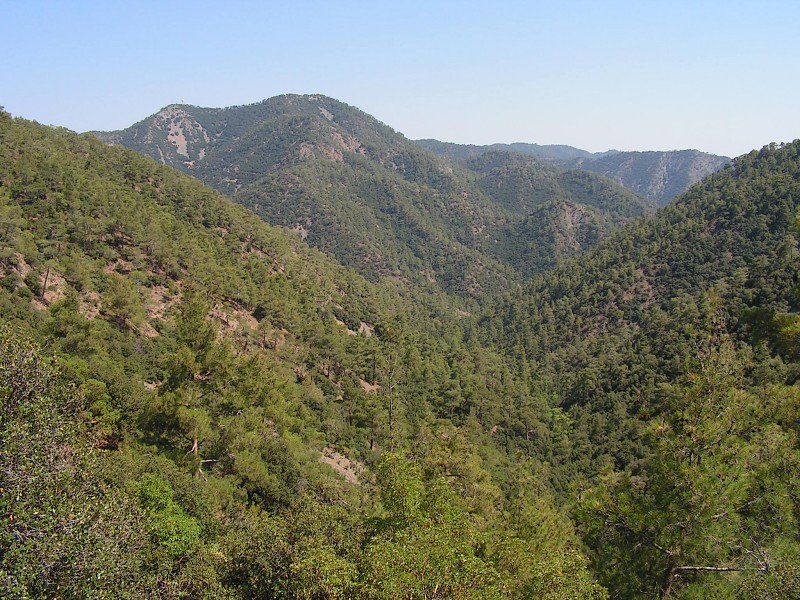
Góry Trodos na Cyprze. Widoczna góra Olimbos.

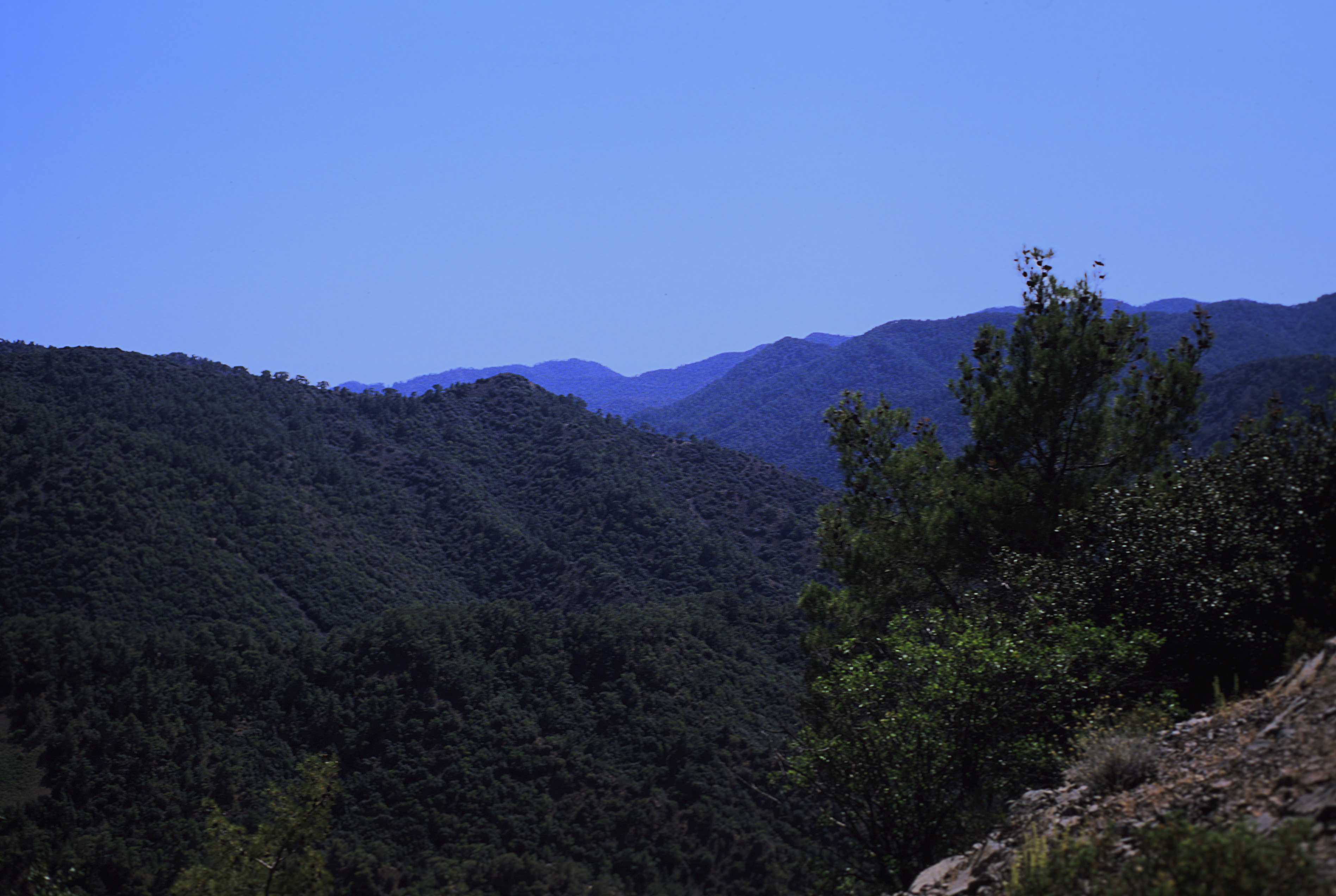

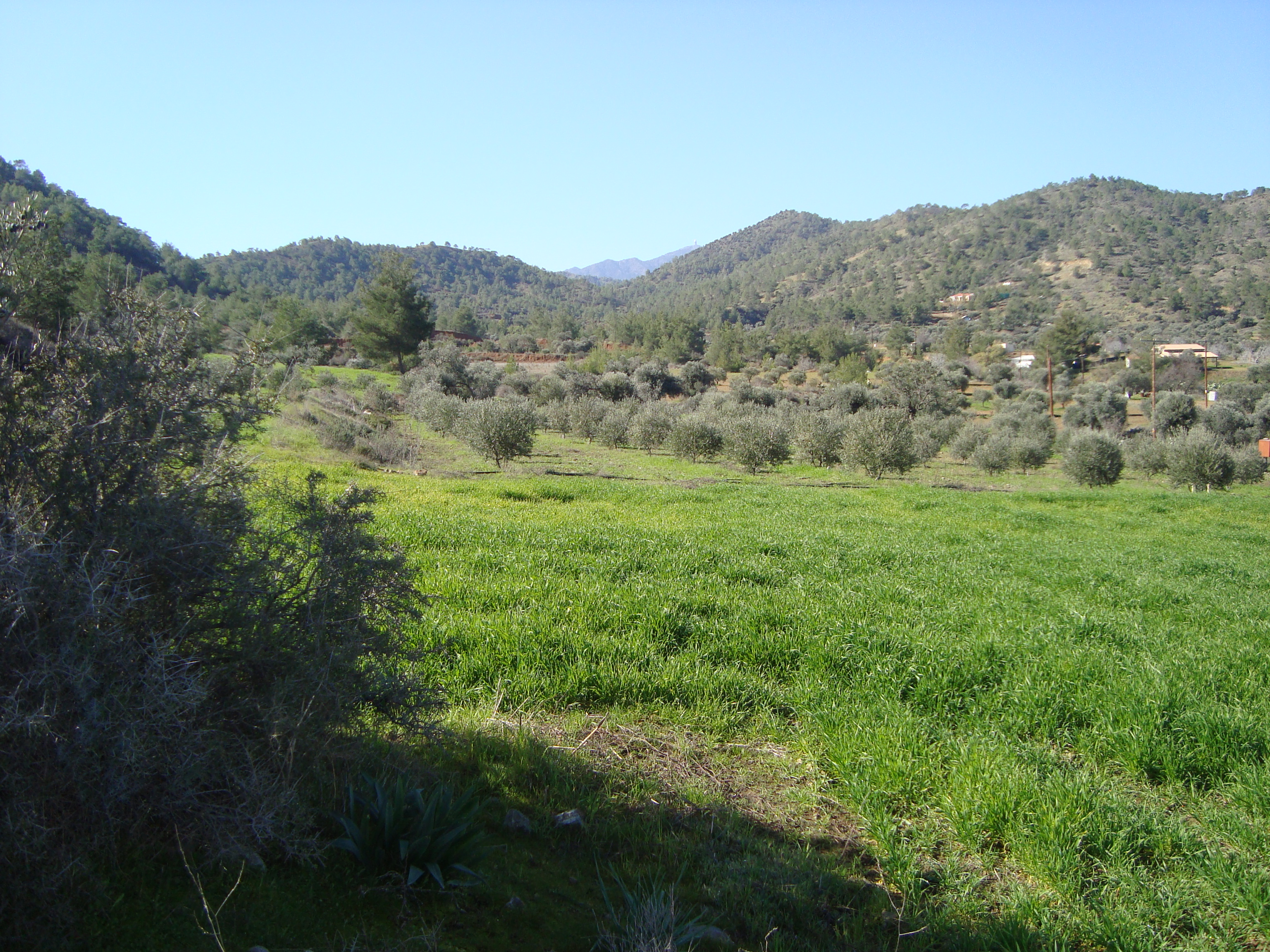

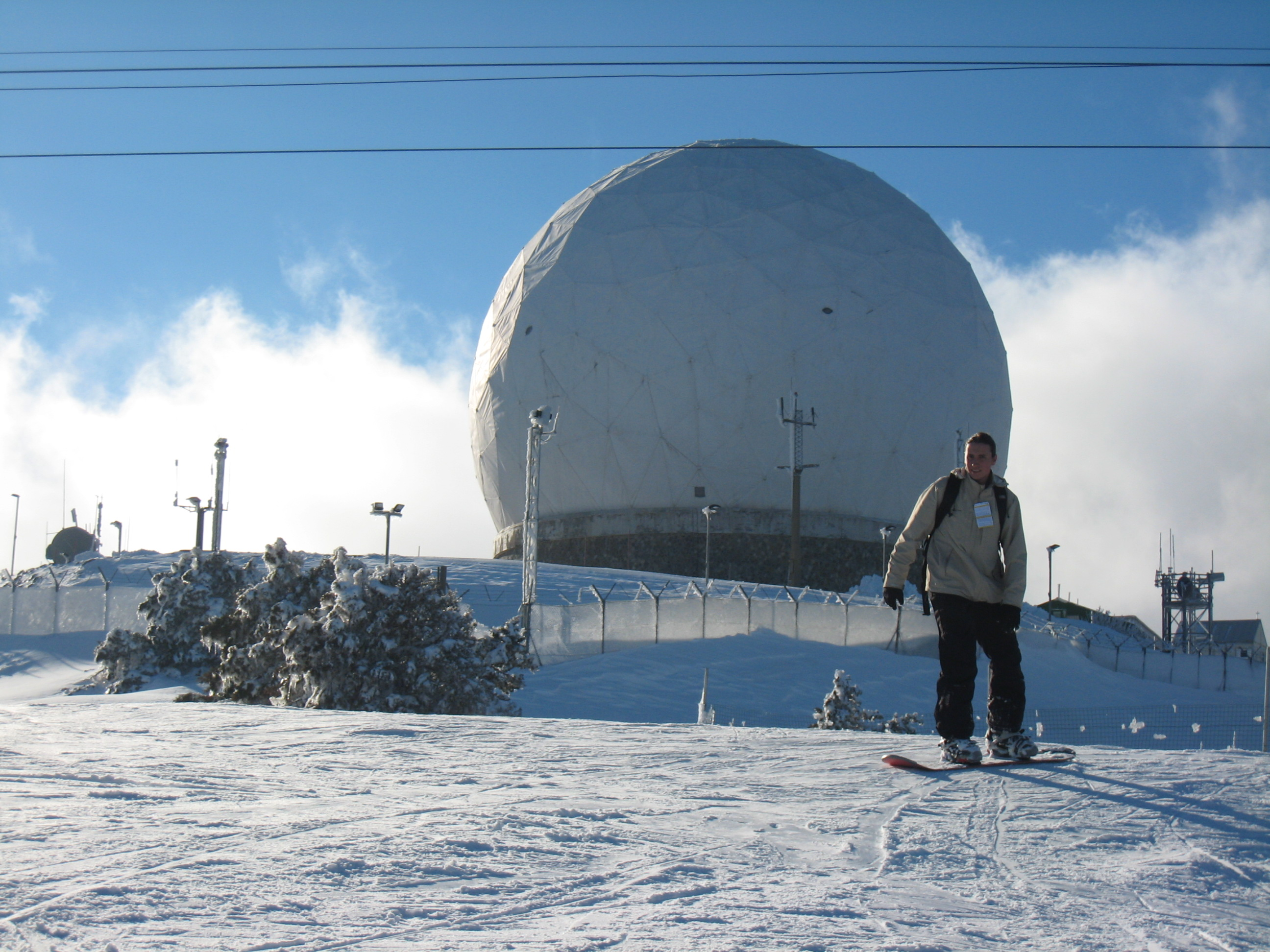
Trodos w zimie

Trodos (gr. Τρόοδος, trl. Tróodos, trb. Troodos) – pasmo górskie w środkowo-zachodniej części Cypru. Najwyższym szczytem i zarazem najwyższym punktem wyspy jest góra Olimbos (1952 m n.p.m.).
Góry Trodos powstały w wyniku wypiętrzenia skał dna morskiego. Pasmo składa się przede wszystkim ze skał przeobrażonych skał pochodzenia wulkanicznego, jest największym na świecie skupiskiem ofiolitu. Znajdują się w nim także bogate złoża minerałów oraz rud metali.
W średniowieczu pozyskiwano z nich duże ilości drewna, które Królestwo Cypru eksportowało na rynki muzułmańskie.

## Klimat
| Miesiąc                                     | Sty  | Lut  | Mar  | Kwi  | Maj  | Cze  | Lip  | Sie  | Wrz  | Paź  | Lis  | Gru  | Roczna |
| ------------------------------------------- | ---- | ---- | ---- | ---- | ---- | ---- | ---- | ---- | ---- | ---- | ---- | ---- | ------ |
| Średnie temperatury w dzień [°C]            | 13.6 | 13.9 | 17.1 | 21.5 | 27.0 | 31.5 | 34.6 | 34.3 | 31.2 | 26.8 | 20.2 | 15.2 | 23,9   |
| Średnie dobowe temperatury [°C]             | 8.4  | 8.5  | 10.9 | 14.8 | 19.6 | 23.8 | 26.8 | 26.5 | 23.4 | 19.7 | 14.1 | 10.0 | 20,4   |
| Średnie temperatury w nocy [°C]             | 3.2  | 3.1  | 4.7  | 8.0  | 12.2 | 16.1 | 18.9 | 18.7 | 15.7 | 12.5 | 8.1  | 4.7  | 10,5   |
| Opady [mm]                                  | 118  | 89.0 | 70.3 | 38.4 | 20.1 | 27.2 | 4.9  | 10.3 | 11.7 | 25.7 | 93.9 | 144  | 653    |
| Średnia liczba dni z opadami                | 10.3 | 9.1  | 8.4  | 5.5  | 2.7  | 2.1  | 0.7  | 1.1  | 1.4  | 3.3  | 7.0  | 9.2  | 60,9   |
| Średnie usłonecznienie [h]                  | 143  | 168  | 214  | 261  | 310  | 351  | 363  | 347  | 300  | 248  | 165  | 124  | 2994   |
| Źródło: Department of Meteorology of Cyprus |      |      |      |      |      |      |      |      |      |      |      |      |        |

| Miesiąc                                     | Sty  | Lut  | Mar  | Kwi  | Maj  | Cze  | Lip  | Sie  | Wrz  | Paź  | Lis  | Gru  | Roczna |
| ------------------------------------------- | ---- | ---- | ---- | ---- | ---- | ---- | ---- | ---- | ---- | ---- | ---- | ---- | ------ |
| Średnie temperatury w dzień [°C]            | 6.3  | 6.6  | 10.3 | 15.1 | 20.5 | 25.0 | 28.1 | 27.9 | 24.4 | 19.6 | 12.8 | 8.0  | 17,1   |
| Średnie dobowe temperatury [°C]             | 3.5  | 3.5  | 6.6  | 10.7 | 15.8 | 20.1 | 23.3 | 23.1 | 19.6 | 15.4 | 9.5  | 5.3  | 13,0   |
| Średnie temperatury w nocy [°C]             | 0.7  | 0.3  | 2.8  | 6.3  | 11.1 | 15.2 | 18.4 | 18.2 | 14.9 | 11.3 | 6.2  | 2.5  | 9,0    |
| Opady [mm]                                  | 133  | 124  | 82.3 | 56.9 | 26.0 | 40.0 | 12.1 | 10.0 | 9.5  | 24.0 | 103  | 170  | 790    |
| Średnia liczba dni z opadami                | 12.4 | 11.2 | 9.8  | 6.7  | 3.7  | 2.1  | 0.7  | 0.7  | 1.4  | 3.5  | 7.4  | 11.2 | 70,7   |
| Średnie usłonecznienie [h]                  | 130  | 151  | 195  | 231  | 276  | 315  | 329  | 310  | 255  | 220  | 165  | 136  | 2713   |
| Źródło: Department of Meteorology of Cyprus |      |      |      |      |      |      |      |      |      |      |      |      |        |

## Ochrona środowiska
Najwyższa partia gór, wraz ze szczytem Olimbos, chroniona jest jako narodowy park leśny. Obszar podlegający ochronie od 3 stycznia 1992 obejmuje powierzchnię 9147,0 ha. Jego celem ochrony jest racjonalne użytkowanie walorów środowiska. 

## Turystyka i sporty zimowe
Turystów obsługuje ośrodek składający się ze sklepu z pamiątkami, sal ekspozycyjnych i sali, w której wyświetlane są filmy edukacyjne. Przy ośrodku wyznaczona jest botaniczna i geologiczna ścieżka dydaktyczna. W obszarze parku narodowego wyznaczono 10 szlaków turystycznych o łącznej długości 57,6 km. Znajdują się tu trzy kampingi i 9 miejsc piknikowych.
W górach Trodos znajduje się 10 bizantyjskich kościołów wpisanych na listę światowego dziedzictwa UNESCO, jak również najsłynniejszy i najbogatszy monastyr na Cyprze – klasztor Kykkos.

## Fauna i flora
W obrębie parku leśnego występuje 750 gatunków roślin, w tym 72 endemity cypryjskie, przy czym 12 spośród nich spotykane są wyłącznie w obszarze Parku. Część z nich nosi zresztą nazwy naukowe pochodzące od nazwy gór, np.: Alyssum troodi, Nepeta troodi i Scorzonera troodea. Góry stanowią ważne siedlisko dla wielu rzadkich i chronionych na Cyprze gatunków ptaków. Występują tu m.in. sęp płowy Gyps fulvus, kruk zwyczajny Corvus corax, orzeł południowy Hieraetus fasciatus, pełzacz ogrodowy Certhia brahydactyla dorotheae, białorzytka cypryjska Oenanthe cypriaca.